# Walter Tysall
Walter Tysall (ur. 3 kwietnia 1880 w Birmingham, zm. w 1955 w Ashton-on-Ribble w Preston) – angielski gimnastyk, medalista olimpijski.
W 1908 r. reprezentował barwy Wielkiej Brytanii na rozegranych w Londynie letnich igrzyskach olimpijskich, podczas których zdobył srebrny medal w konkurencji wieloboju indywidualnego.